# محمد صلاح آدم
محمد صلاح آدم ممثل مصري من مواليد 1976م، خريج أكاديمية الفنون المعهد العالي للفنون المسرحية قسم تمثيل وإخراج 

## مشواره الفني
شارك في عدة مسلسلات منها:
- مسلسل أوراق مصرية دور الرئيس جمال عبد الناصر بالاشتراك مع صلاح السعدني، كمال أبو ريا، إخراج وفيق وجدي.
- مسلسل إمام الدعاة دور أحمد ابن الشعراوي بالاشتراك مع حسن يوسف، عفاف شعيب، إخراج مصطفى الشال
- مسلسل الأمام المراغي، بطولة دور الأمام المراغي في شبابه بالاشتراك مع حسن يوسف، نهال عنبر، إخراج وفيق وجدي
- مسلسل عباس الأبيض في اليوم الأسود بالاشتراك مع يحيى الفخراني، ماجدة ذكي، إخراج نادر جلال
- مسلسل هيما دور إيهاب صاحب شركة سياحة بالاشتراك مع أحمد رزق، عبلة كامل، حسن حسني، إخراج جمال عبد الحميد
- مسلسل البرنسيسة بطولة بالاشتراك مع الفنان عمر الحريري، علا رامي، هلا شيحا، إخراج إبراهيم الشقنقيري.
- مسلسل المعمورة دور ابن العمدة
- مسلسل ولاد وبنات دور جورج فنان تشكيلي بالاشتراك مع كمال أبو ريا، إخراج أحمد محفوظ
- مسلسل الرحايا دور الأبن مرعي بالاشتراك مع نور الشريف، سوسن بدر، إخراج حسني صالح
- مسلسل مكتوب على الجبين دور هشام بالاشتراك مع حسين فهمي، دلال عبد العزيز، حسن مصطفى، إخراج حسين عمارة
- مسلسل الأمام الغزالي، دور أمير المؤمنين (الخليفة المستظهر بالله)، إخراج إبراهيم الشوادى
- السينما / فيلم سعيد كلاكيت دور يوسف [2]، أخراج بيتر ميمي، بطولة عمرو عبد الجليل، علا غانم فيلم اسد سيناء تاليف وانتاج عادل عبد العال واخراج حسن السيد [3]

## أعماله الفنية

### أفلام
- عمارة رشدي:2017
- أسد سيناء:2016 - احمد شلبى
- سعيد كلاكيت:2014 - يوسف

### مسلسلات
| - الأب الروحي ج 2 - عضو مجلس الشعب - قصر العشاق:2017 - مازن - ولاد تسعة:2017 - ظل الرئيس:2017 - عادل - الإمام الغزالي:2012 - الخليفة المستظفر - مكتوب على الجبين:2011 - هشام - الرحايا حجر القلوب:2009 - مرعي | - هيمه أيام الضحك والدموع:2008 - ايهاب - الإمام المراغي:2006 - الإمام المراغي شابا - المعمورة:2004 - طارق - عباس الأبيض في اليوم الأسود:2004 - شادي - إمام الدعاة:2003 - ابن الإمام \| أحمد الشعراوي - أوراق مصرية (ج2):2002 - جمال عبد الناصر |

### أخرى
- الحلال:2016 - صلاح
- الغولة:2009
- ملاعيب:1999
- الشاطر حسن:1989 - الشاطر حسن
- سلطان الغلابة